# Žljeb
A Žljeb hegycsúcs a Prokletije egyik hegye 2382 méteres tengerszint feletti magassággal. A hegycsúcs Montenegró keleti és Koszovó északnyugati határán található, a montenegrói Rožaje város és a Hajla és a Mokra Gora hegyek között fekszik. A hegy déli részén ered a Fehér-Drin folyó. Koszovóban Radavica település fekszik a hegycsúcs közelében. A hegyoldalakat többnyire erdők borítják, míg a magasabb részeken elterülő alpesi legelők találhatóak. A hegy közel teljes területe Koszovóban található. A Rugova-völgy keleti szélének határát alkotja a hegy tömbje. Két jelentősebb csúcsa a Rusulija (2382 m) és a Žljeb (2365 m).

## Fordítás
- Ez a szócikk részben vagy egészben  a(z)   Žljeb mountain című angol Wikipédia-szócikk ezen változatának fordításán alapul.  Az eredeti cikk szerkesztőit annak laptörténete sorolja fel. Ez a jelzés csupán a megfogalmazás eredetét és a szerzői jogokat jelzi, nem szolgál a cikkben szereplő információk forrásmegjelöléseként.